# James Counsilman
James Edward Counsilman dit Doc Counsilman, né le 28 décembre 1920 à Birmingham (État de l'Alabama) et mort le 4 janvier 2004 à Bloomington (État de l'Indiana), était un entraîneur américain de natation à l'université de l'Indiana et pour le compte de l'équipe olympique des États-Unis.
À l'université de l'Indiana, il a entraîné l'équipe univsersitaire qui a remporté à six reprises d'affilée le Championnat de NCAA de natation et plongeon entre 1968 et 1973. En 1979, il devient la plus vieille personne à nager La Manche.
Les grands nageurs qui ont été entraînés par Doc Counsilman sont entre autres Mark Spitz, Jim Montgomery, Gary Hall, Mike Troy, Don McKenzie et Patricia McCormick. Counsilman était reconnu pour ses méthodes d'entraînement innovantes. Il fut notamment l'instigateur, au début des années 1970, de l'entraînement en hypoventilation, une méthode qui consiste à nager en réduisant sa fréquence respiratoire.